# Jarosław Kwasek
Jarosław Paweł Kwasek (ur. 4 kwietnia 1978 w Radzyniu Podlaskim) – polski samorządowiec i menedżer, od 2024 członek zarządu województwa lubelskiego VII kadencji.

## Życiorys
Syn Konrada i Grażyny. Ukończył studia magisterskie z administracji gospodarczej, kształcił się podyplomowo w zakresie audytu wewnętrznego w gospodarce i administracji oraz bezpieczeństwa informacji. Od 2001 pracował w spółce TP Internet należącej do Telekomunikacji Polskiej. Następnie związany z działami audytu, kontroli i zarządzania majątkiem w państwowych spółkach m.in. PKP Przewozy Regionalne, PKP Intercity, Polskiej Grupie Zbrojeniowej oraz Polskiej Grupie Górniczej. W latach 2018–2020 zastępca dyrektora oddziału regionalnego Agencji Mienia Wojskowego w Lublinie. W 2020 został dyrektorem departamentu administracji w spółce PGE Dystrybucja, następnie od stycznia 2021 do lutego 2024 był jej prezesem. Zasiadał też w radzie nadzorczej Huty Stalowa Wola.
Zaangażował się w działalność polityczną w ramach Prawa i Sprawiedliwości. W 2024 został po raz pierwszy wybrany radnym sejmiku lubelskiego. 7 maja 2024 powołany na stanowisko członka zarządu województwa lubelskiego.